# Infiltrados (MTV)
Infiltrados es un programa de entretenimiento conducido por Gabriel Ramos (Gabo). El mismo tiene como objetivo la conquista amorosa,  y en él participan 5 hombres y 5 mujeres que se conocen en lugares determinados.  Los participantes son evaluados por "expertos en el arte del amor", pero en juego hay una trampa, existe un hombre y una mujer que son novios fuera del programa, y estos serán los infiltrados.  Ellos conocen muy bien a los participantes y buscan ser elegidos y ganar.  Al final de cada programa se elige a la persona con quien se quiere salir, pero si ha elegido a un infiltrado, este ganará con su pareja 200 dólares. Si se escoge una persona diferente a los infiltrados y esta persona lo ha escogido también, ganaran una cena -cortesía de MTV- para conocerse mejor.
El programa es transmitido en MTV Latinoamérica y participan jóvenes mexicanos, colombianos, ecuatorianos y argentinos. Se emite los jueves a las 22.00 por MTV Latinoamérica.